# Sadiq Muhammad Khan IV
 (octobre 2024).
La mise en forme du texte ne suit pas les recommandations de Wikipédia : il faut le « wikifier ».
Les points d'amélioration suivants sont les cas les plus fréquents. Le détail des points à revoir est peut-être précisé sur la page de discussion.
- Les titres sont pré-formatés par le logiciel. Ils ne sont ni en capitales, ni en gras.
- Le texte ne doit pas être écrit en capitales (les noms de famille non plus), ni en gras, ni en italique, ni en « petit »…
- Le gras n'est utilisé que pour surligner le titre de l'article dans l'introduction, une seule fois.
- L'italique est rarement utilisé : mots en langue étrangère, titres d'œuvres, noms de bateaux, etc.
- Les citations ne sont pas en italique mais en corps de texte normal. Elles sont entourées par des guillemets français : « et ».
- Les listes à puces sont à éviter, des paragraphes rédigés étant largement préférés. Les tableaux sont à réserver à la présentation de données structurées (résultats, etc.).
- Les appels de note de bas de page (petits chiffres en exposant, introduits par l'outil «  Source ») sont à placer entre la fin de phrase et le point final[comme ça].
- Les liens internes (vers d'autres articles de Wikipédia) sont à choisir avec parcimonie. Créez des liens vers des articles approfondissant le sujet. Les termes génériques sans rapport avec le sujet sont à éviter, ainsi que les répétitions de liens vers un même terme.
- Les liens externes sont à placer uniquement dans une section « Liens externes », à la fin de l'article. Ces liens sont à choisir avec parcimonie suivant les règles définies. Si un lien sert de source à l'article, son insertion dans le texte est à faire par les notes de bas de page.
- La présentation des références doit suivre les conventions bibliographiques. Il est recommandé d'utiliser les modèles {{Ouvrage}}, {{Chapitre}}, {{Article}}, {{Lien web}} et/ou {{Bibliographie}}. Le mode d'édition visuel peut mettre en forme automatiquement les références.
- Insérer une infobox (cadre d'informations à droite) n'est pas obligatoire pour parachever la mise en page.

Pour une aide détaillée, merci de consulter Aide:Wikification.
Si vous pensez que ces points ont été résolus, vous pouvez retirer ce bandeau et améliorer la mise en forme d'un autre article.
Sadiq Muhammad Khan IV (1861-1899) est le dixième Nawab de Bahawalpur. Il règne sur l'État de Bahawalpur de 1866 à 1899, sous la supervision du Raj britannique. Il meurt en 1899 et son fils aîné, Bahawal Khan V, lui succède.

## Biographie
Sadiq Muhammad Khan Bahadur naît en 1861. Il devient Nawab de Bahawalpur le 25 mars 1866, après la mort de son père, Mohammad Bahawal Khan IV. Comme il est encore mineur, la région est temporairement administrée par les Britanniques. Il reçoit les pleins pouvoirs de gouvernance au fort de Derawar le 28 novembre 1879. Pendant son règne, il ordonne la construction de nombreux bâtiments à Bahawalpur, tels que Daulat Khana, le palais Sadiq Garh, le Noor Mahal et le Gulzar Mahal.
Dans un récit publié en 1899 dans le Century Magazine, R.D. Mackenzie décrit le Nawab comme un représentant de la royauté indienne. Selon lui, il préfère résider dans un simple palais carré et à toit plat sur son domaine, entouré de bâtiments en ruine. Le récit fournit une description détaillée du mode de vie du Nawab, qui comprend des chasses traditionnelles, des danses et des démonstrations de richesse, telles qu'une épée ornée de bijoux et une célèbre couronne de diamant. Il mentionne également la personnalité énergique du Nawab, en suggérant que cela aurait pu être exacerbé par l'usage de substances, ce qui aurait finalement contribué à sa mort prématurée.